# Saint-Pierre-en-Vaux
Pour les articles homonymes, voir Saint-Pierre.
Saint-Pierre-en-Vaux est une commune française située dans le canton d'Arnay-le-Duc du département de la Côte-d'Or, en région Bourgogne-Franche-Comté.

## Géographie

### Climat
Pour des articles plus généraux, voir Climat de la Bourgogne-Franche-Comté et Climat de la Côte-d'Or.
En 2010, le climat de la commune est de type climat océanique dégradé des plaines du Centre et du Nord, selon une étude du Centre national de la recherche scientifique s'appuyant sur une série de données couvrant la période 1971-2000. En 2020, Météo-France publie une typologie des climats de la France métropolitaine dans laquelle la commune est exposée à un climat océanique altéré et est dans la région climatique  Lorraine, plateau de Langres, Morvan, caractérisée par un hiver rude (1,5 °C), des vents modérés et des brouillards fréquents en automne et hiver. 
Pour la période 1971-2000, la température annuelle moyenne est de 10,2 °C, avec une amplitude thermique annuelle de 17 °C. Le cumul annuel moyen de précipitations est de 851 mm, avec 12,1 jours de précipitations en janvier et 7,7 jours en juillet. Pour la période 1991-2020, la température moyenne annuelle observée sur la station météorologique de Météo-France la plus proche, « Arnay_sapc », sur la commune de Saint-Prix-lès-Arnay à 7 km à vol d'oiseau, est de 10,5 °C et le cumul annuel moyen de précipitations est de 799,9 mm,. Pour l'avenir, les paramètres climatiques de la commune estimés pour 2050 selon différents scénarios d'émission de gaz à effet de serre sont consultables sur un site dédié publié par Météo-France en novembre 2022.

## Urbanisme

### Typologie
Au 1er janvier 2024, Saint-Pierre-en-Vaux est catégorisée commune rurale à habitat très dispersé, selon la nouvelle grille communale de densité à 7 niveaux définie par l'Insee en 2022.
Elle est située hors unité urbaine et hors attraction des villes,.

### Occupation des sols
L'occupation des sols de la commune, telle qu'elle ressort de la base de données européenne d’occupation biophysique des sols Corine Land Cover (CLC), est marquée par l'importance des territoires agricoles (67,5 % en 2018), en augmentation par rapport à 1990 (65,5 %). La répartition détaillée en 2018 est la suivante : 
prairies (48,8 %), forêts (32,5 %), zones agricoles hétérogènes (11,7 %), terres arables (7 %). L'évolution de l’occupation des sols de la commune et de ses infrastructures peut être observée sur les différentes représentations cartographiques du territoire : la carte de Cassini (XVIIIe siècle), la carte d'état-major (1820-1866) et les cartes ou photos aériennes de l'IGN pour la période actuelle (1950 à aujourd'hui).

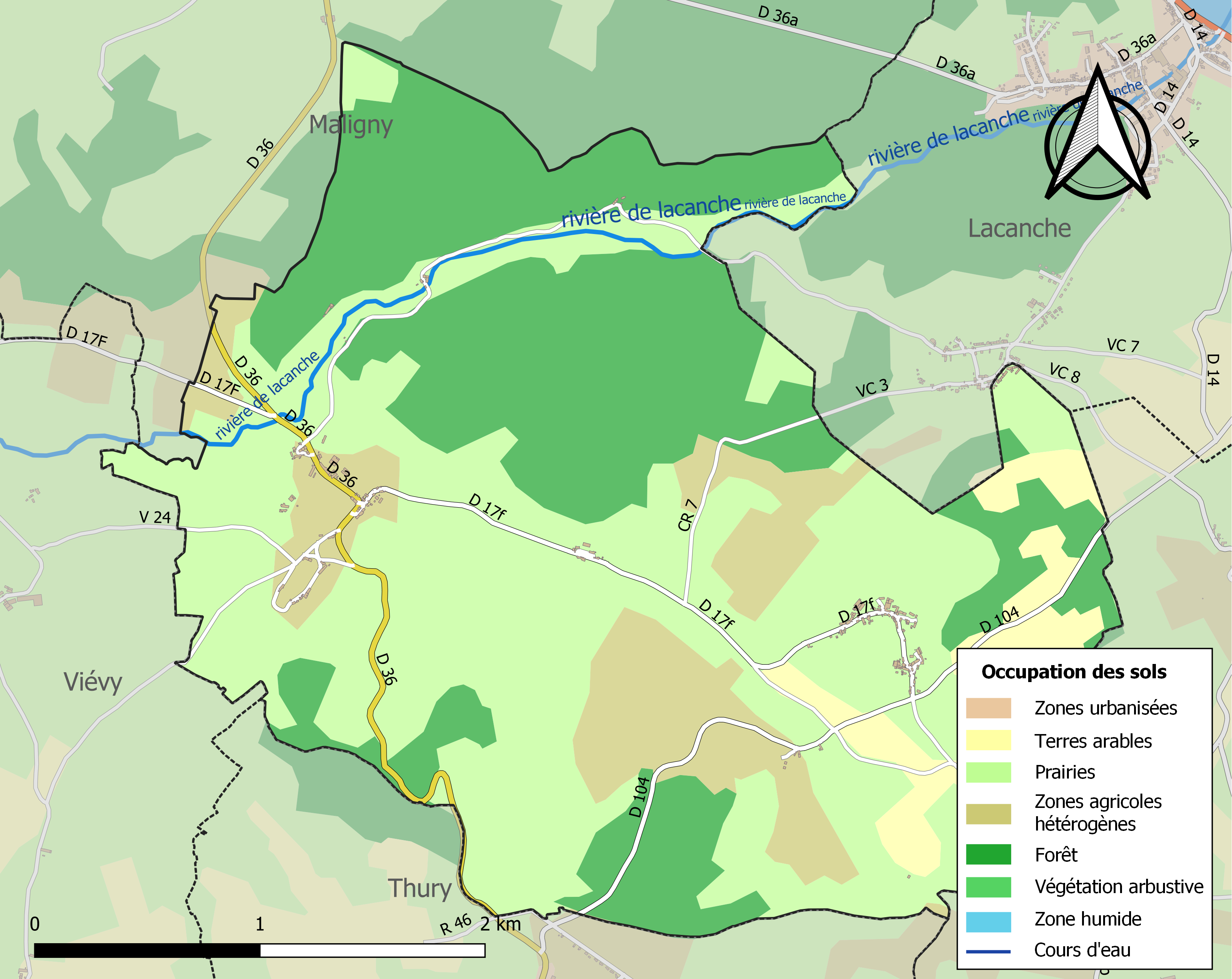
Carte des infrastructures et de l'occupation des sols de la commune en 2018 (CLC).

## Histoire
En 1580, Jeanne-Charlotte de Bréchard naquit au château de Vellerot (l'un des hameaux de la commune).
Au cours de la période révolutionnaire de la Convention nationale (1792-1795), la commune a porté le nom de Séloiché.

## Politique et administration
| Période                                  | Période      | Identité                 | Étiquette | Qualité    |
| ---------------------------------------- | ------------ | ------------------------ | --------- | ---------- |
| Les données manquantes sont à compléter. |              |                          |           |            |
|                                          | 1929         | Antoine Jarlaud‑Giboulot |           |            |
| 1929                                     | 1934         | Louis Jarlaud            | PAPF      | Industriel |
| 1934                                     |              | Jean Thibault            |           |            |
| mars 2001                                | janvier 2014 | Jean-Claude Garcher      | SE        |            |
| janvier 2014                             | mai 2020     | André Moingeon           |           |            |
| mai 2020                                 | En cours     | Christian Nief           |           | Ingénieur  |

## Démographie
L'évolution du nombre d'habitants est connue à travers les recensements de la population effectués dans la commune depuis 1793. Pour les communes de moins de 10 000 habitants, une enquête de recensement portant sur toute la population est réalisée tous les cinq ans, les populations de référence des années intermédiaires étant quant à elles estimées par interpolation ou extrapolation. Pour la commune, le premier recensement exhaustif entrant dans le cadre du nouveau dispositif a été réalisé en 2005.

En 2022, la commune comptait 139 habitants, en évolution de −5,44 % par rapport à 2016 (Côte-d'Or : +0,82 %, France hors Mayotte : +2,11 %).
| 1793 | 1800 | 1806 | 1821 | 1836 | 1841 | 1846 | 1851 | 1856 |
| ---- | ---- | ---- | ---- | ---- | ---- | ---- | ---- | ---- |
| 356  | 403  | 609  | 438  | 498  | 493  | 494  | 497  | 506  |

| 1861 | 1866 | 1872 | 1876 | 1881 | 1886 | 1891 | 1896 | 1901 |
| ---- | ---- | ---- | ---- | ---- | ---- | ---- | ---- | ---- |
| 516  | 464  | 455  | 394  | 378  | 370  | 383  | 361  | 339  |

| 1906 | 1911 | 1921 | 1926 | 1931 | 1936 | 1946 | 1954 | 1962 |
| ---- | ---- | ---- | ---- | ---- | ---- | ---- | ---- | ---- |
| 346  | 326  | 274  | 245  | 236  | 231  | 237  | 240  | 200  |

| 1968 | 1975 | 1982 | 1990 | 1999 | 2005 | 2006 | 2010 | 2015 |
| ---- | ---- | ---- | ---- | ---- | ---- | ---- | ---- | ---- |
| 189  | 199  | 170  | 155  | 140  | 136  | 135  | 133  | 144  |

| 2020 | 2022 | - | - | - | - | - | - | - |
| ---- | ---- | - | - | - | - | - | - | - |
| 139  | 139  | - | - | - | - | - | - | - |

## Culture locale et patrimoine

### Lieux et monuments
- La chapelle Saint-Pierre, au vieux Saint-Pierre, est entourée de quelques maisons isolées dans la forêt. Elle date du XIe siècle pour la nef et du XIIe siècle pour le chœur. La nef présente de petites baies romanes, et le chœur un arc triomphal en plein cintre et un chevet plat. L'ensemble a été restauré par l'Association des Compagnons du Vieux-Saint-Pierre, qui assure son entretien.
- Ancienne école.
- Église paroissiale Saint-Pierre.
- Monument aux morts.
- Château de Vellerot

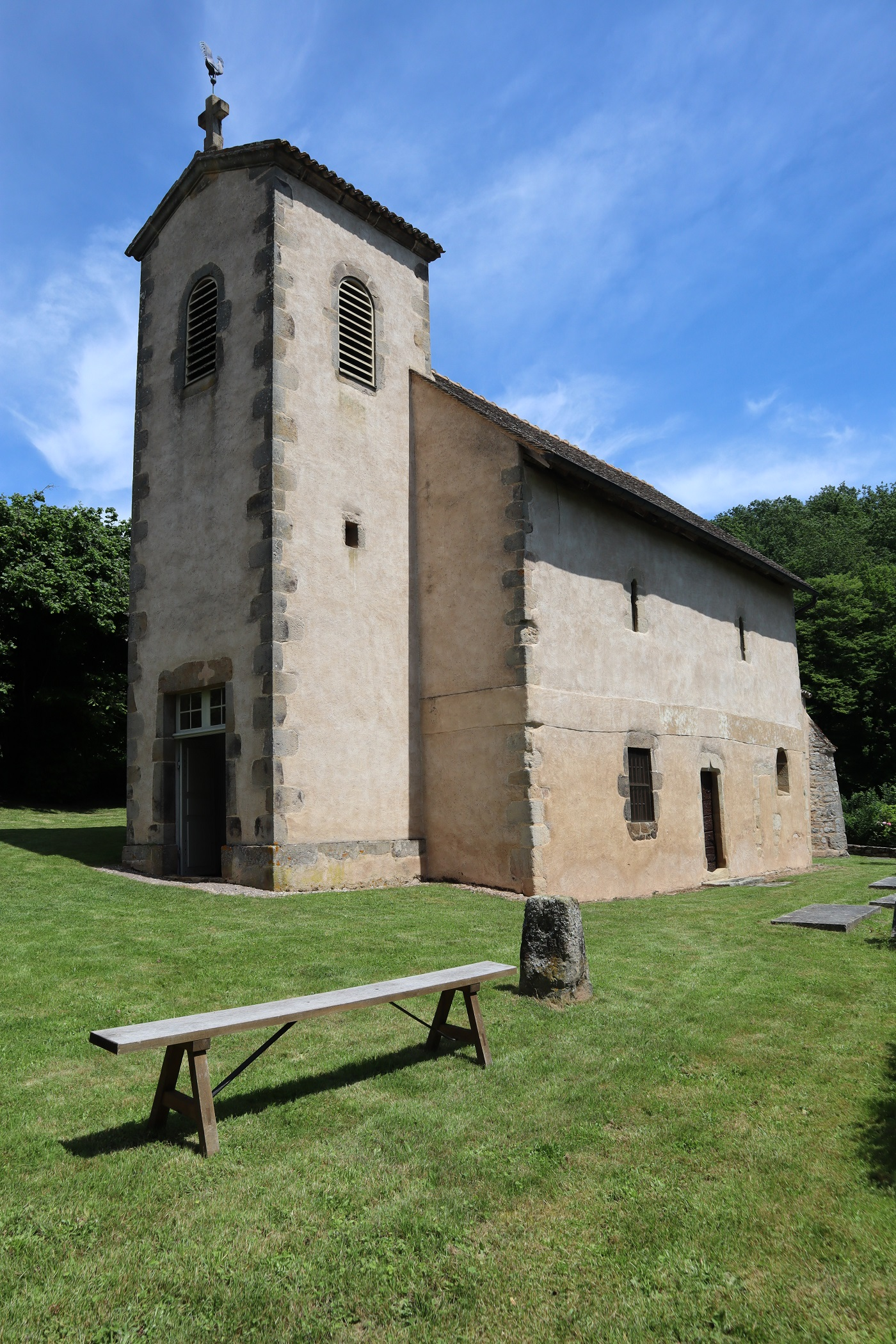
Chapelle Saint-Pierre.
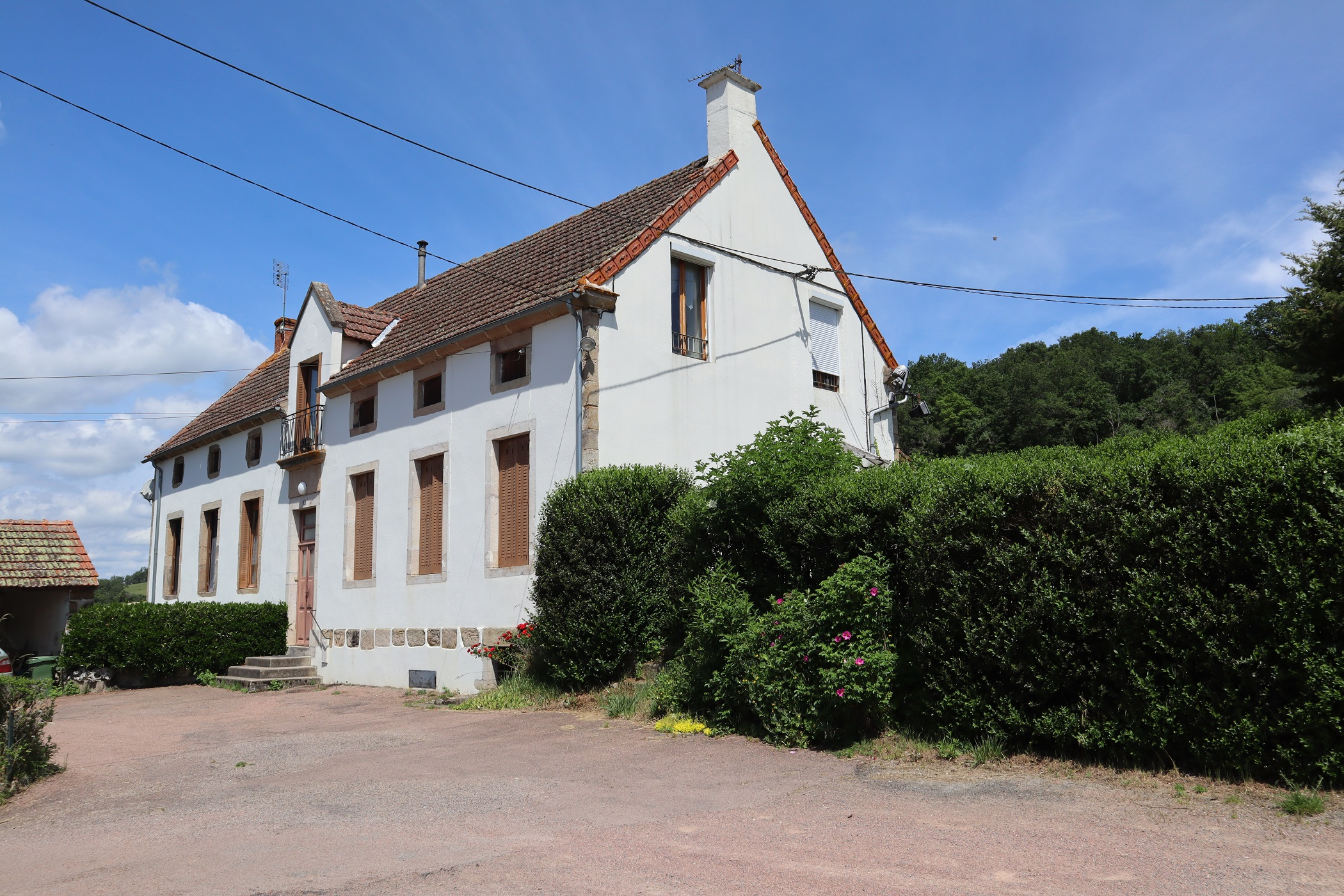
L'ancienne école.
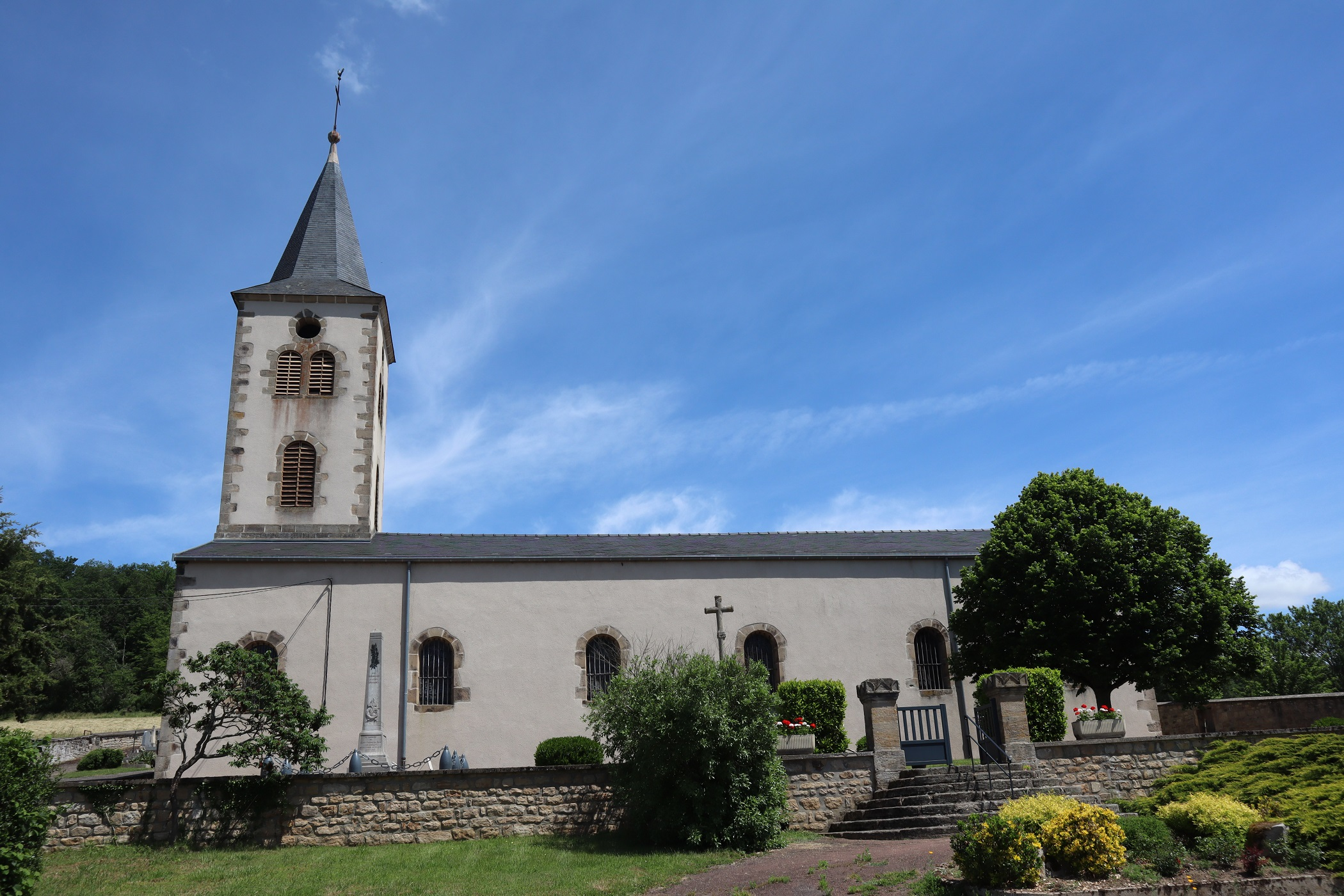
L'église paroissiale Saint-Pierre.
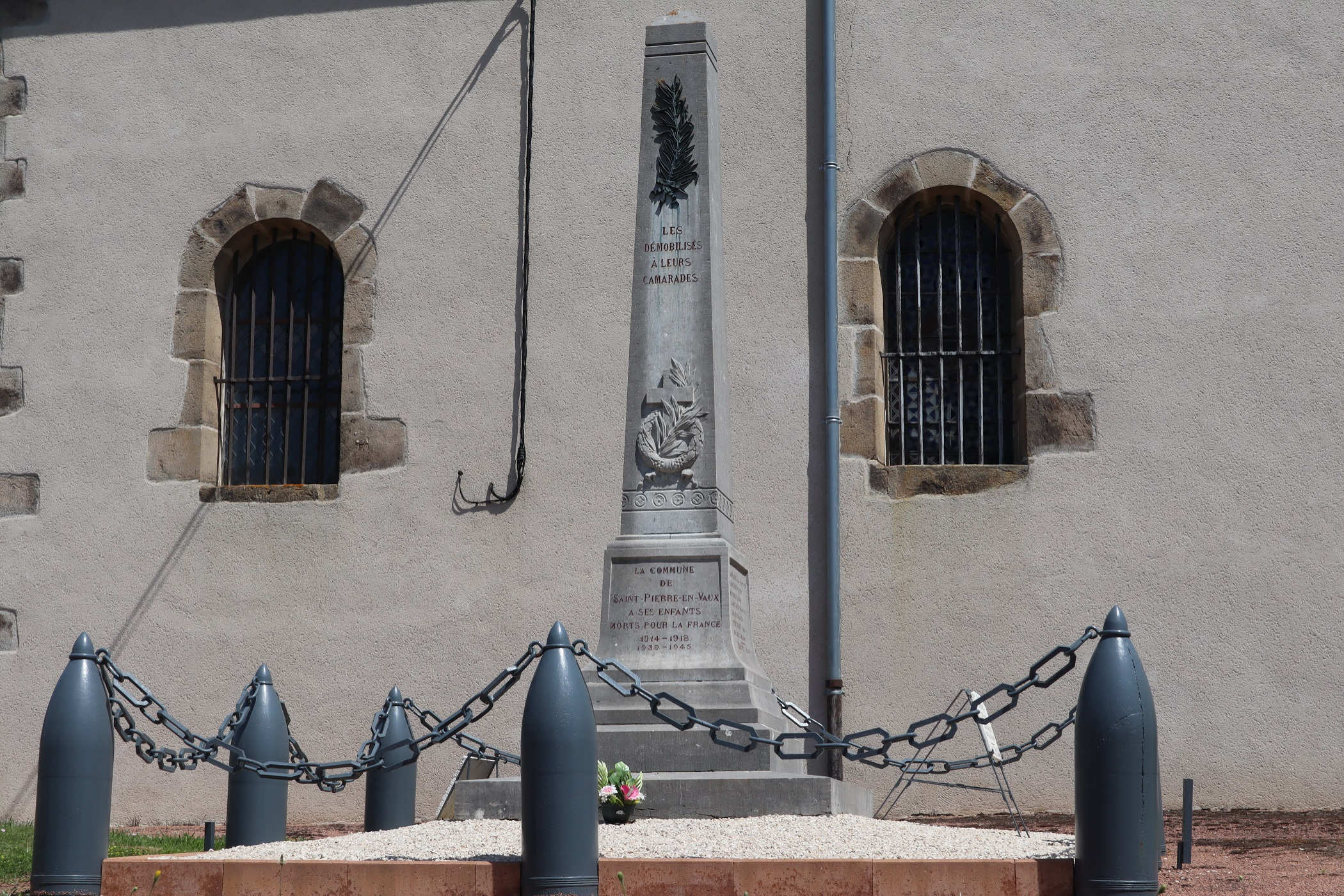
Le monument aux morts.

### Personnalités liées à la commune
- Jeanne-Charlotte de Bréchard (1580-1637),  troisième religieuse de l'ordre de la Visitation, fondatrice des monastères de Moulins et Riom, morte en Odeur de sainteté[17].